# Psyllobora
Psyllobora és un gènere de coleòpters de la família dels coccinèl·lids. A Europa només hi ha una espècie, Psyllobora vigintiduopunctata (Linnaeus, 1758); que és activa d'abril a agost.

## Taxonomia
- Psyllobora bisoctonotata Mulsant, 1850
- Psyllobora borealis Casey, 1899
- Psyllobora vigintiduopunctata Linnaeus, 1758
- Psyllobora vigintimaculata Say, 1824

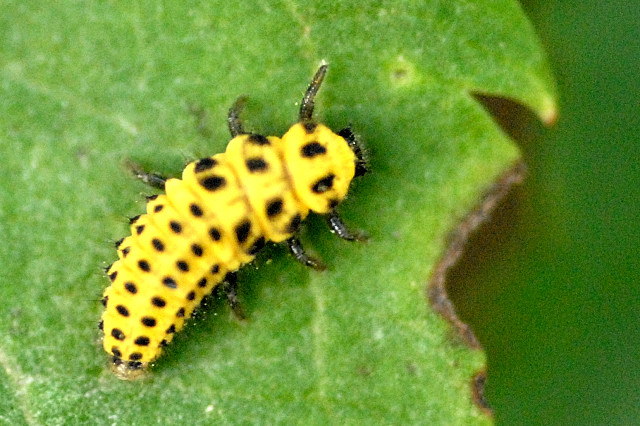
Larva de Psyllobora vigintiduopunctata